# خورفكان
خور فكان مدينة ساحلية تقع على شواطئ خليج عمان، وتتبع إمارة الشارقة في دولة الإمارات العربية المتحدة، تبعد حوالي 20 كيلومترًا عن إمارة الفجيرة.
تغطي أركان مدينة خورفكان الأشجار والنخيل والغابات المتنوعة من أشجار السدر والمرخ والرفث والغاف، ومزارع البرتقال والمانجو والموز والحمضيات، وتتميز رمال ساحلها ببياض لونها ونعومة ملمسها، ومياه شواطئها بأنها تتماوج في لونها بين الخضرة والزرقة. وتحيط الجبال بمعظم جوانبها على شكل طوق، وتضم بعض العيون العذبة، وأطلق عليها الزوار والسائحين لقب "عروس الساحل الشرقي لدولة الإمارات".
سميت المدينة بهذا الاسم نظرًا إلى كونها عبارة عن خور على هيئة جبلين يحيطان بها، ويمثلان حصنًا لها من المؤثرات الهوائية والرياح.
يمارس أهل المنطقة الصيد والرياضات المائية، ويعمل بعضهم بالزراعة وصناعة السفن. ويتسم مناخ خورفكان بأنه معتدل طوال العام وطقسها غائم في غالب الأحيان، كما أنها تتضمن العديد من المباني التاريخية، وتكثر فيها الأشجار الخضراء الكبيرة.
يعد ميناء خورفكان أحد الموانئ الطبيعية الواقعة على الساحل الشرقي لشبه الجزيرة العربية والمطلة على مياه المحيط الهندي المسماة بخليج عمان، وهو أحد الموانئ الرئيسة والمنافذ البحرية لدولة الإمارات على خليج عمان، وتكمن أهمية ذلك الميناء في أنه غير خاضع للتحكم من جهة أخرى على مضيق هرمز مثلاً، حيث يمثل هو وميناء الفجيرة البديل الأساسي في حال تعطل الملاحة البحرية عبر مضيق هرمز، كما أن هذا الميناء يعد الميناء الرئيسي لإمارة الشارقة، حيث يستقطب العديد من السفن التجارية والبضائع وسفن الركاب أيضًا، ويعد مصدر دخل لإمارة الشارقة، ويحظى باهتمام بالغ من قبل دولة الإمارات العربية المتحدة.

## الموقع
تقع مدينة خورفكان على الساحل الشرقي لدولة الإمارات العربية المتحدة وتطل على خليج عمان.. وتبعد حوالي 20 كيلومتر عن إمارة الفجيرة و20 كيلومتر عن رأس الخيمة، وهي مدينة تابعة لإمارة الشارقة.

## سبب التسمية
سميت بهذا الاسم نظرا لوجود خور على هيئة فكين (جبلين) اثنين يحيطان بها ويحميانها من كل المؤثرات الهوائية والرياح، ويقال إن الرحالة ابن بطوطة هو من أطلق عليها هذه التسمية. حيث قال في خورفكان: كلها ذات أنهار وحدائق وأشجار ونخل.

## أهم المواقع السياحية

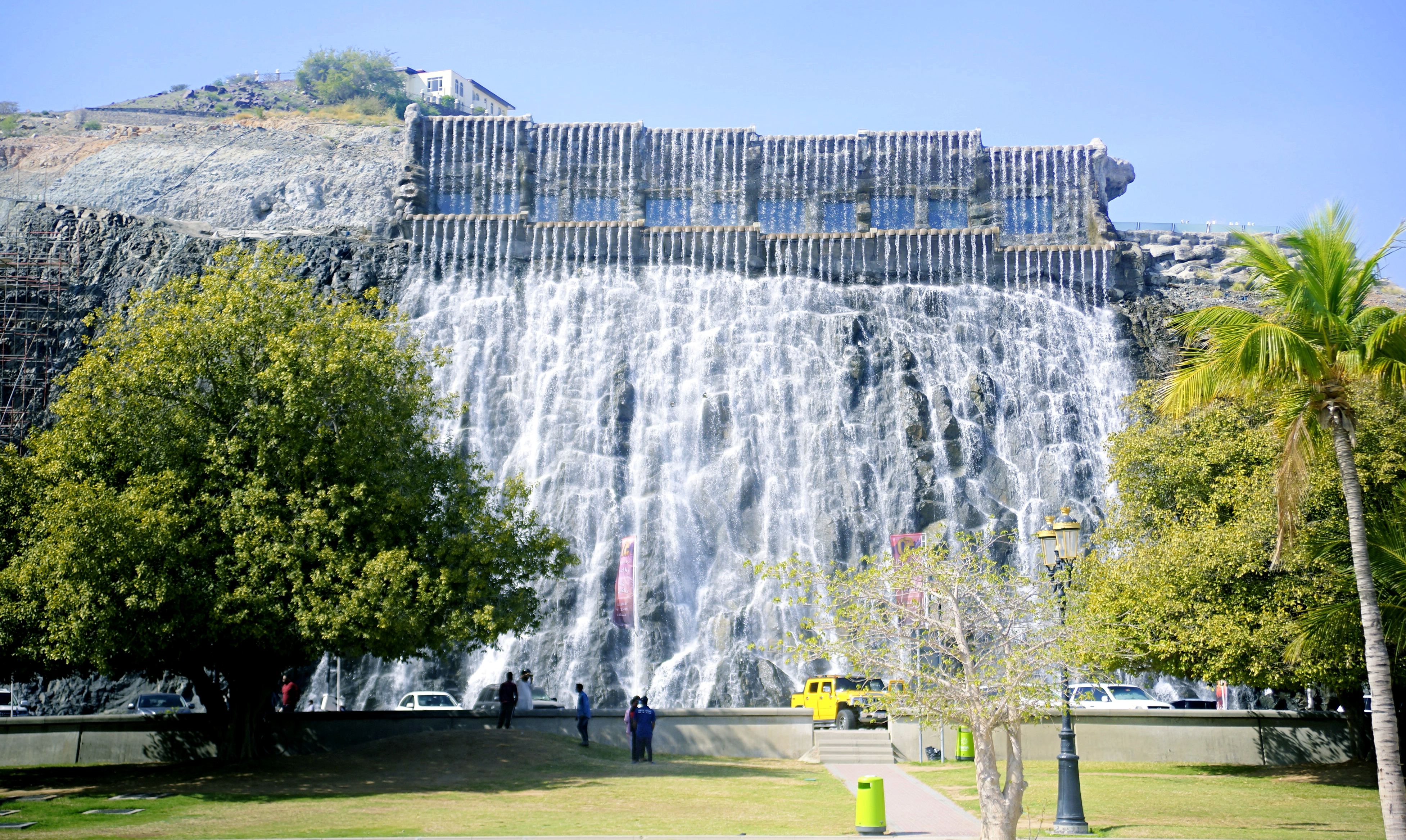
شلالات خورفكان

- الكورنيش[8] تتميز خورفكان بشاطئها الممتد على طول المدينة، ويتمتع بوجود الأشجار الخضراء التي تغطي جميع أجزائه، وأيضًا توجد هناك أماكن للجلوس وألعاب للأطفال وأيضًا المشي على طول الكورنيش.
- فندق الأوشيانيك:[9] يعتبر واحداً من أهم الفنادق في المنطقة الشرقية بعد التجديد لما يتميز به موقعه مُطل على البحر وبما يقدمه من خدمات.
- ميناء خورفكان: من أهم موانئ الدولة والمنطقة، يستقطب العديد من السفن التجارية والبضائع وسفن الركاب أيضا، ويعد مصدر دخل كبير لإمارة الشارقة، ويتميز بموقع استراتيجي.

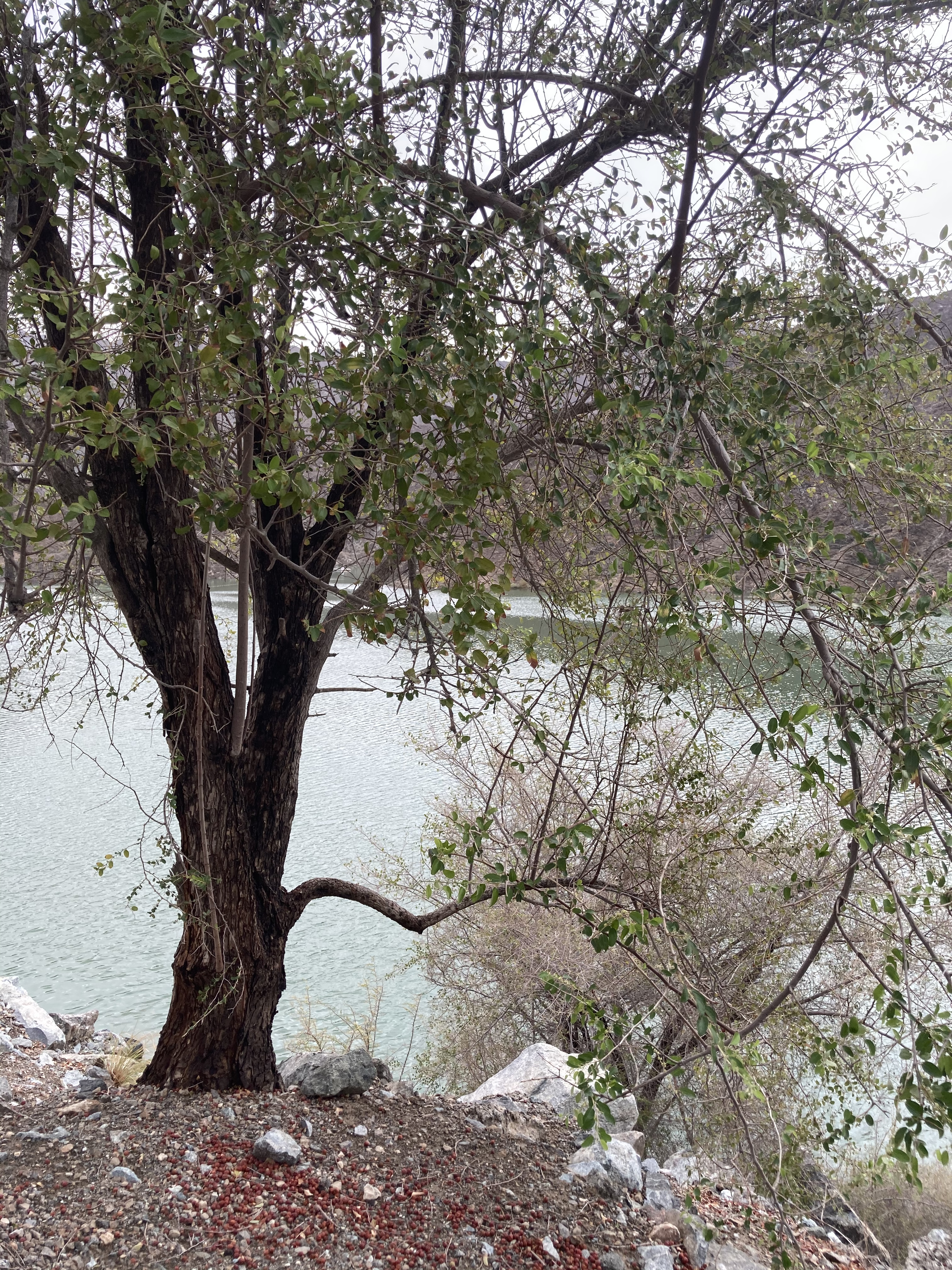
سد الرفيضة - خورفكان

- السوق المركزيسد الرفيضة - خورفكانسد الرفيصة:[10] في أبريل 2018 تم افتتاح استراحة سد الرفيصة عند مدخل مدينة خورفكان، حيث تعد الاستراحة من المشروعات السياحية والبيئية
- استراحة السحب:[10] وجهة سياحية ومنطقة ترفيهية في أحد قمم الجبال المحيطة بخورفكان، وتضم مبنى استراحة السحب الذي يضم مطعم ومقهى وشرفة خارجية. يبلغ طول الطريق إلى استراحة السّحب 6.5 كم
- مدرج خورفكان.:[11] يتسم المدرج بطابعه الروماني الممزوج بالتصاميم الإسلامية الغنية بتفاصيلها وعناصرها، ويتسم بمرافقه المدعمة بالأنظمة التكنولوجية الحديثة المتعلقة بالإضاءة والصوتيات ونظام تبريد يضمن كفاءة وإمكانية استخدامه طوال العام.
- شلالات خورفكانشلالات خورفكان:[12] بُني المدرج من الطبيعة الصخرية التي تتمتع بها خورفكان ليمنح إطلالة بانورامية على كورنيش خورفكان
- حديقة شيص:[10] تم إنشاء الحديقة على طريق الشارقة-خورفكان في منطقة شيص الجبلية كمنطقة ترفيهية وسياحية
- جزيرة القرش:[13] تتميز الجزيرة بتضاريسها الجبلية وتمت تسميتها بهذا الاسم لأنها تشبه زعنفة القرش بالإضافة إلى أنها محاطة بأسماك القرش، كما أنها تتمتع بشاطئ رملي يعتبر موطناً للكثير من الكائنات البحرية.

أهلها اعتمدوا في معيشتهم على الصيد والزراعة، خاصة بعدما اشتهروا بالغوص بحثاً عن اللؤلؤ -مصدر رزقهم فيما مضى. تشكل خورفكان ميناء طبيعي على الساحل الشرقي المطل على مياه المحيط الهندي والذي يسمى خليج عمان.

## معرض صور

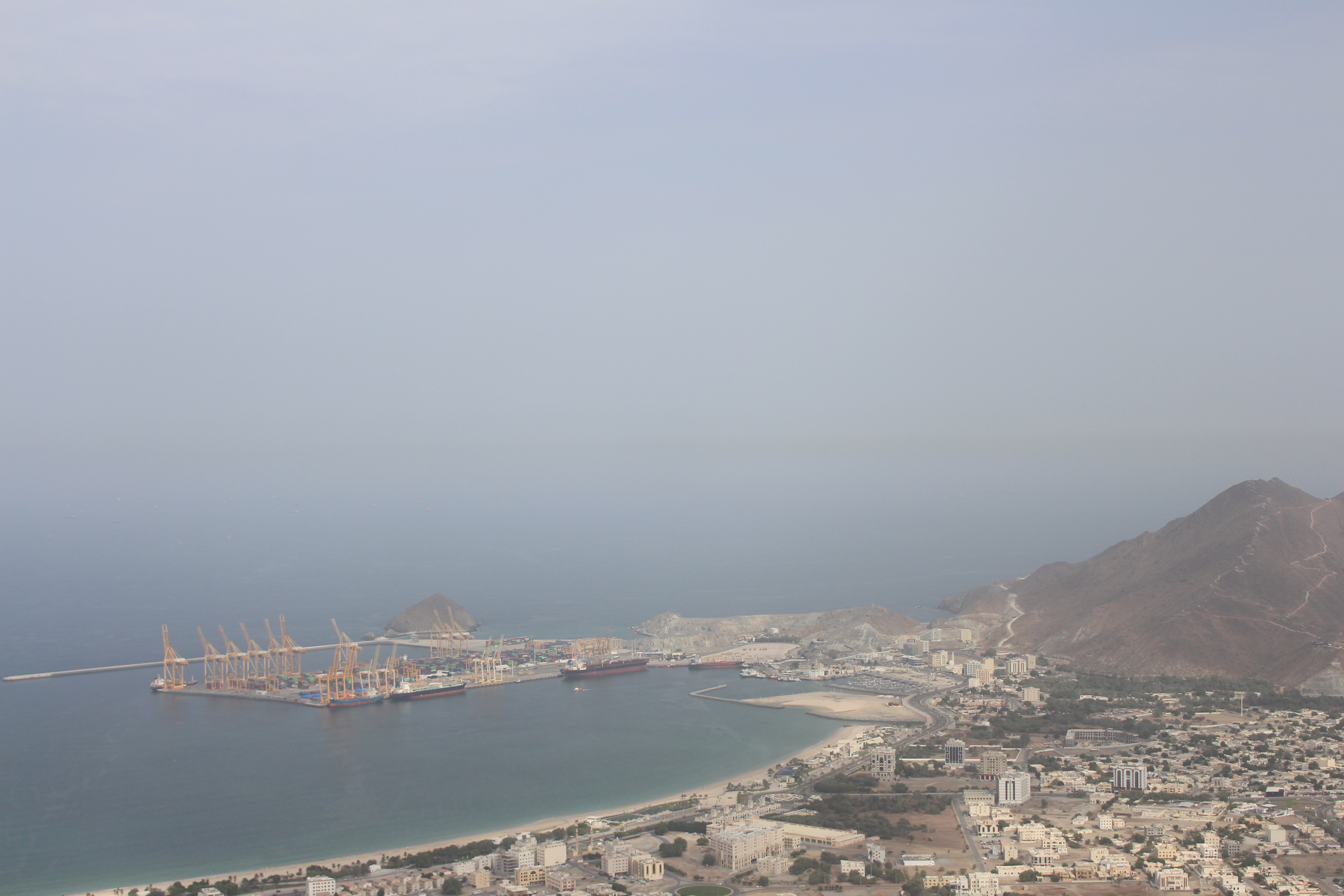
صورة لمدينة خورفكان ومينائها البحري

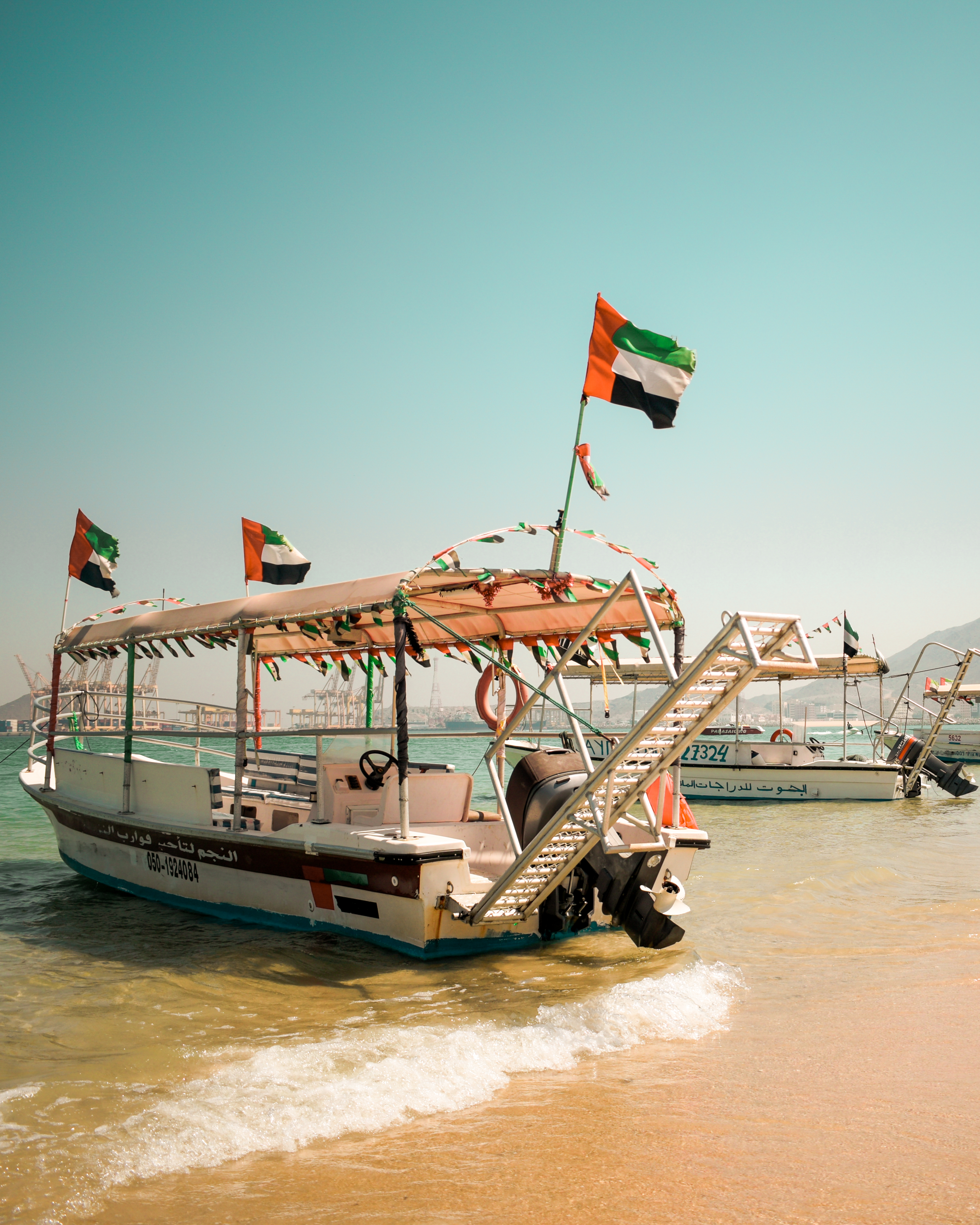
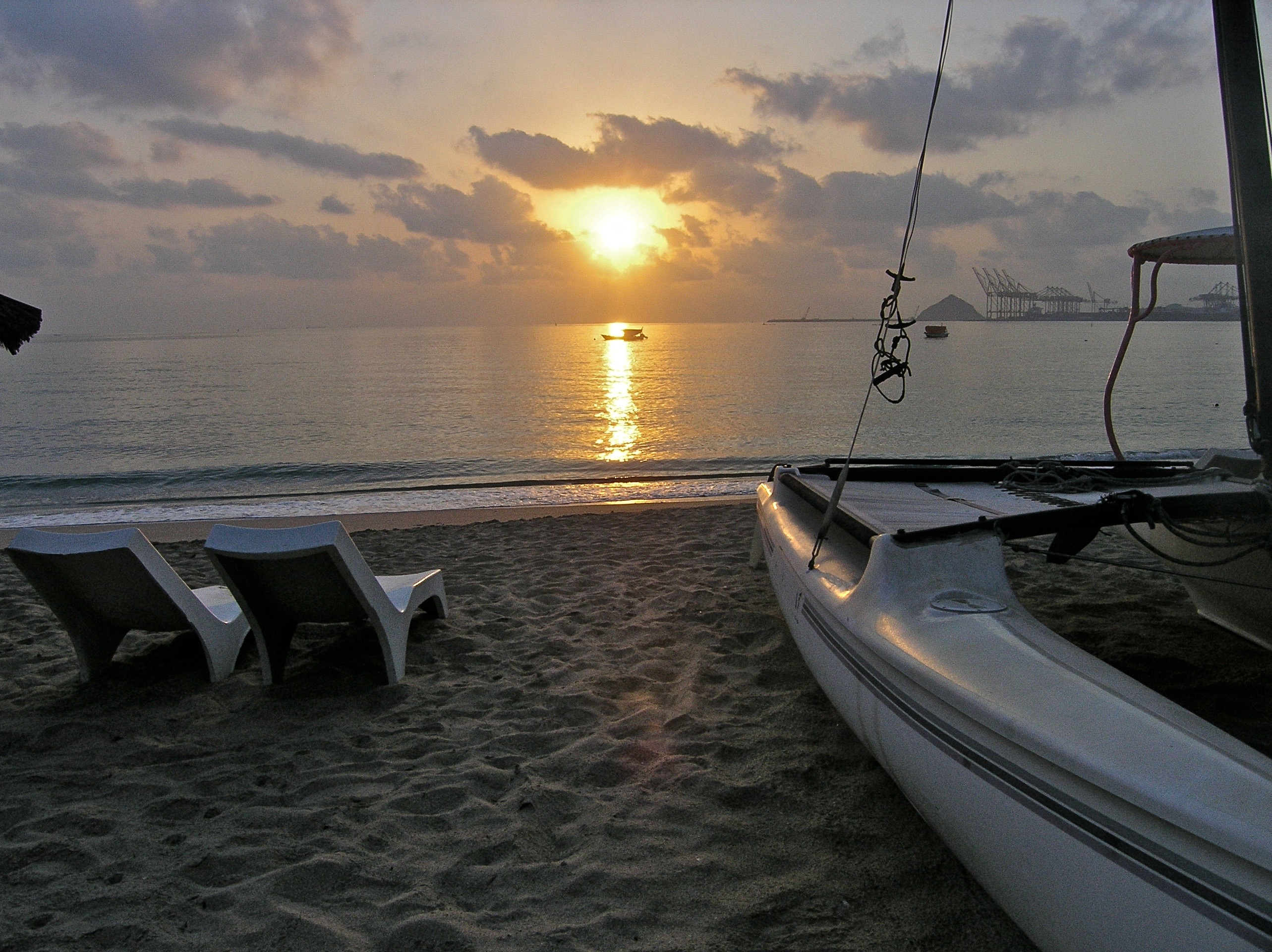
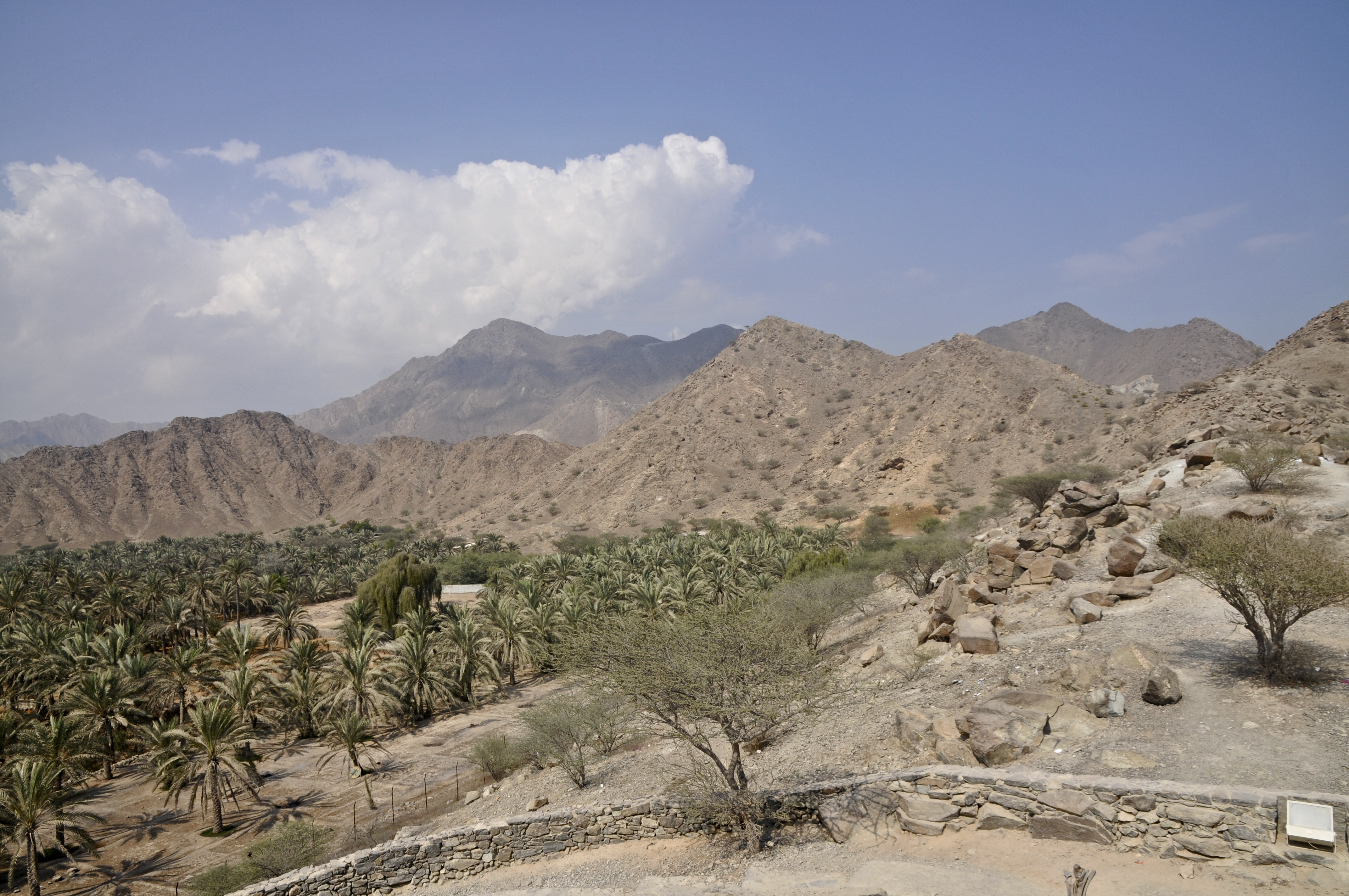
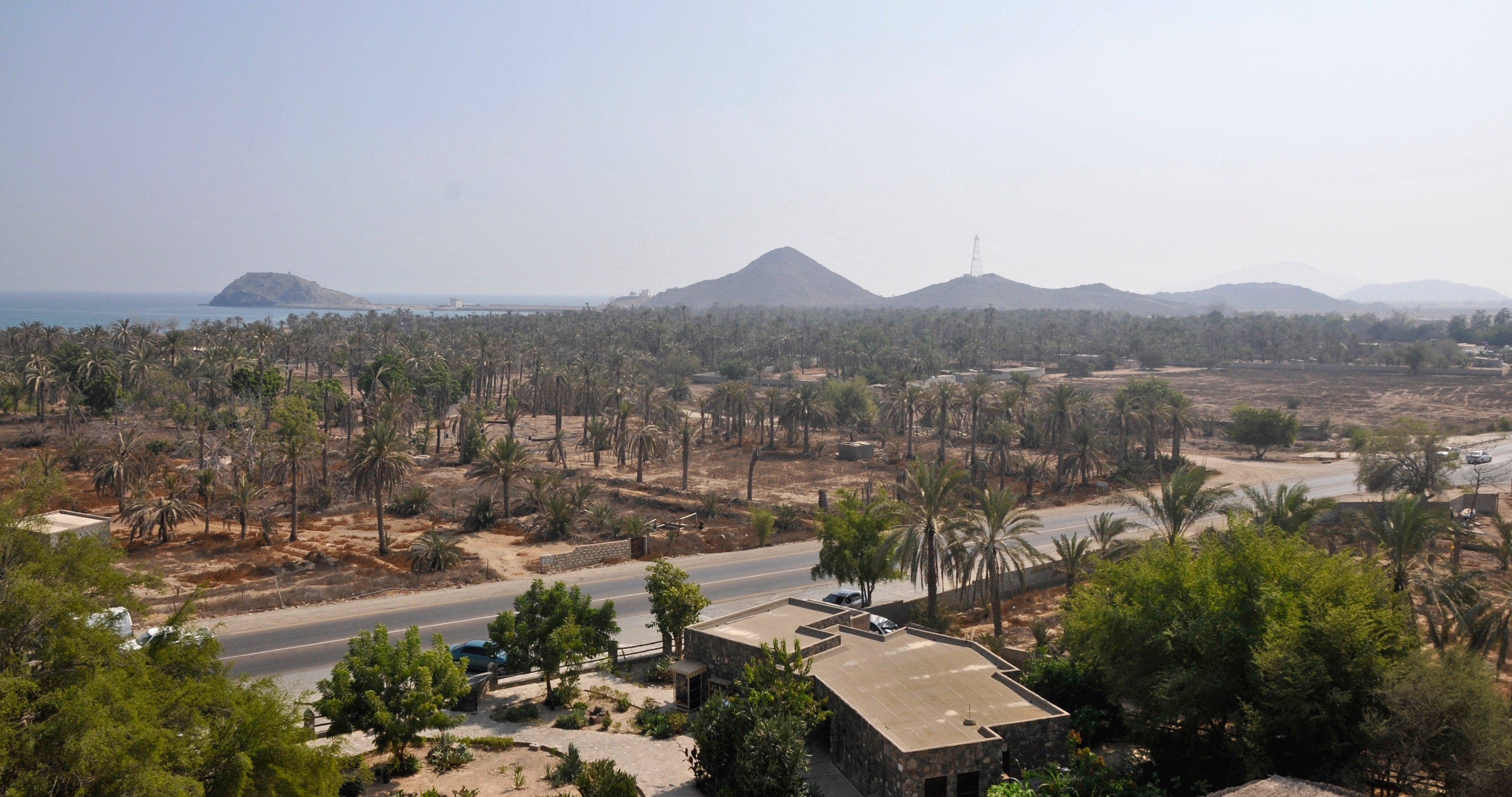
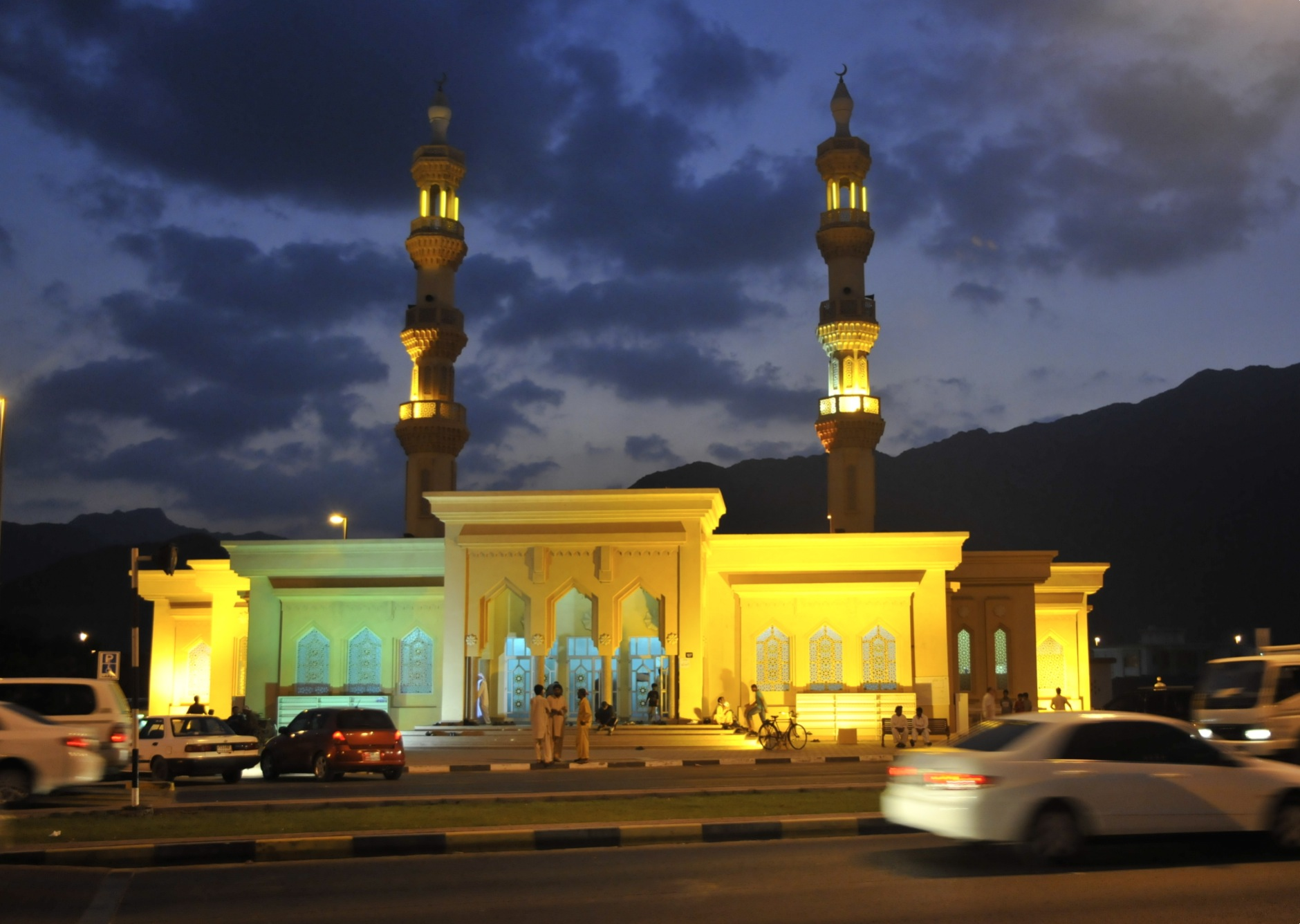